# Talk That Talk (Lied)
Talk That Talk ist ein Lied der aus Barbados stammenden R&B-Sängerin Rihanna, das sie mit dem Rapper Jay-Z aufnahm. Veröffentlicht wurde der Song am 17. Januar 2012 als Airplay in den Vereinigten Staaten als dritte Singleauskopplung aus dem gleichnamigen Album. Produziert wurde das Lied vom Produzententeam Stargate.

## Hintergrund
Vor der Veröffentlichung ihres sechsten Studioalbums Talk That Talk hat Rihanna auf ihrem offiziellen Twitter-Konto verraten, dass sie neben der Single We Found Love mit Calvin Harris, ein weiteres Lied mit einem Gastmusiker für das Album aufgenommen hat, ohne den Musiker zu nennen. Am 8. November 2011 bestätigte sie, dass ihr Mentor Jay-Z als Gastmusiker auf ihrem Album Talk That Talk vertreten sein würde. (Rihanna: „Ja Mann! Jigaa ist auf dem Titel #TTT.“) Rihannas Manager Jay Brown sagte, dass das Album nur zwei Kooperationen beinhalten wird. Er erklärte, dass die Zusammenarbeit „organisch passierte“.
„Talk That Talk“ ist nach Umbrella (2007) und Run This Town (2009) die dritte Single, die Rihanna mit Jay-Z veröffentlichte. „Umbrella“ wurde als Lead-Single aus Rihannas dritten Studioalbums Good Girl Gone Bad (2007) veröffentlicht. In über 10 Ländern erreichte das Lied Platz 1 der Singlecharts. „Run This Town“, mit Kanye West, wurde als zweite Single aus Jay-Z’s Album The Blueprint 3 (2009) veröffentlicht.
Talk That Talk wurde von Ester Dean, Mikkel S. Eriksen, Tor Erik Hermansen, Shawn Carter, Anthony Best, Sean Combs, Chucky Thompson und Christopher Wallace komponiert und vom Produzententeam Stargate produziert. In einem Interview mit der norwegischen Website 730.no sagte Tor Erik Hermansen von Stargate, dass er zum ersten Mal mit Jay-Z zusammengearbeitet hatte. Hermansen sagte: „Wir waren sehr froh mit dem Lied und Jay-Z’s Teil ist sehr verrückt - genauso wie Rihannas Teil.“
Im Dezember 2011 ließ Rihanna auf ihrem Twitter-Account wissen, dass Talk That Talk als dritte Singleauskopplung veröffentlicht wird. Am 10. Januar 2012 kündigte Rihanna an, dass „Talk That Talk“ als nächste Singleauskopplung erscheinen wird. Mit dieser Nachricht veröffentlichte sie zusätzlich das Singlecover. Auf dem schwarz-weiß Bild sieht man Rihanna in Punkerkleidung an einer Wand in der Hocke. In ihren Haaren hat sie Locken und trägt ein Bandana. Zwischen den Zähnen hat Rihanna einen Zahnstocher. Cristin Mahner von Pop Crush kommentierte das Cover: „Sie sieht aus wie ein böses Mädchen in der High School, das ihre Mutter nie wollte und nur abhing, aber manchmal wollte sie zu ihr.“ Def Jam Recordings sendete Talk That Talk am 17. Januar 2012 zur Urban Contemporary Radiostation in den Vereinigten Staaten. Als Download erschien „Talk That Talk“ am 19. März 2012 in Großbritannien.

## Komposition
„Talk That Talk“ ist ein Hip-Hop und R&B Song im mittleren Tempo. Das Lied ist ein Sample des Songs „I Got a Story to Tell“ von The Notorious B.I.G., aus dem Album Life After Death (1997). Das Lied beginnt mit der Rap-Strophe von Jay-Z mit der Einleitung:
"I talk big money, I talk big homes
I sell out arenas, I call that getting dome
Million dollar voice, came through phone
We heading to the top If you coming, come on".
Laut Claire Suddath von der Time, liefert Jay-Z „eine verschnürte Strophe mit Doppeldeutigkeiten und lustigen Witzen, einschließlich der sehr bizarren sexuellen Bezüge, '[I] had it by her bladder, she’s like ‘Oh I gotta pee!’.“

## Kritiken
„Talk That Talk“ bekam insgesamt gute Kritiken. In einer Bewertung für das Album hat Adrian Thrills vom Daily Mail geschrieben, dass „Talk That Talk“ ein „langsamer und schwüler“ Titel sei. Gavin Martin vom Daily Mirror schrieb, dass der Titel nicht nur Beyoncés Bootylicious Krone stiehlt, sondern auch ihrem Ehemann Jay-Z einige Trommelfellrisse verschafft. Jocelyn Vena von MTV schrieb, dass das Lied „groß und hart ist mit genug Glanz“.

## Kommerzieller Erfolg

### Chartplatzierungen
In den Vereinigten Staaten verkaufte sich der Song per Downloads über 73.000-mal in der ersten Woche und erreichte Topposition 31 in den Billboard Hot 100. In Kanada und Australien erreichte „Talk That Talk“ die Positionen 30 und 42. In den britischen Charts reichte es für Platz 25. In Dänemark, Schweden und Norwegen erreichte das Lied in den Singlecharts die Platzierungen 26, 41 und 10.
| ChartsChartplatzierungen       | Höchstplatzierung | Wochen |
| ------------------------------ | ----------------- | ------ |
| Schweiz (IFPI)                 | 11 (3 Wo.)        | 3      |
| Vereinigte Staaten (Billboard) | 31 (20 Wo.)       | 20     |
| Vereinigtes Königreich (OCC)   | 25 (11 Wo.)       | 11     |

### Auszeichnungen für Musikverkäufe
| Land/Region                  | Auszeichnungen für Musikverkäufe (Land/Region, Auszeichnung, Verkäufe) | Verkäufe  |
| ---------------------------- | ---------------------------------------------------------------------- | --------- |
| Australien (ARIA)            | Gold                                                                   | 35.000    |
| Brasilien (PMB)              | Gold                                                                   | 30.000    |
| Neuseeland (RMNZ)            | Gold                                                                   | 7.500     |
| Schweden (IFPI)              | Gold                                                                   | 20.000    |
| Vereinigte Staaten (RIAA)    | Platin                                                                 | 1.000.000 |
| Vereinigtes Königreich (BPI) | Gold                                                                   | 400.000   |
| Insgesamt                    | 5× Gold · 1× Platin ·                                                  | 1.492.400 |

Hauptartikel: Rihanna/Auszeichnungen für Musikverkäufe

## Mitwirkende
- Gesang: Rihanna, Jay-Z
- Songwriter: Ester Dean, Mikkel S. Eriksen, Tor Erik Hermansen, Shawn Carter, Anthony Best, Sean Combs, Chucky Thompson, Christopher Wallace
- Produzenten: StarGate
- Studios: New York: Roc the Mic Studios, Jungle City Studios, Los Angeles: Westlake Recording Studios, London: The Hide Out Studios
- Aufnahme und Mischung: Mikkel S. Eriksen, Miles Walker
- Instrumente: Mikkel S. Eriksen, Tor Erik Hermansen